# Wolfgang Rösler
Wolfgang Rösler (* 4. Juli 1944 in Aussig) ist ein deutscher Altphilologe.
Wolfgang Rösler promovierte 1969 an der Technischen Universität Berlin. Thema seiner Dissertation war Reflexe vorsokratischen Denkens bei Aischylos. 1977 erfolgte die Habilitation an der Universität Konstanz mit der Arbeit Dichter und Gruppe. Eine Untersuchung zu den Bedingungen und zur historischen Funktion früher griechischer Lyrik am Beispiel Alkaios. Anschließend war Rösler Professor für Klassische Philologie in Konstanz. 1979 bis 1984 war Rösler Heisenberg-Stipendiat der Deutschen Forschungsgemeinschaft (DFG). Von 1994 bis 2009 lehrte Rösler als Professor für Gräzistik an der Humboldt-Universität zu Berlin. Er ist Mitglied des Teilprojektes „Übersetzung der Antike“ im Sonderforschungsbereich 644 „Transformationen der Antike“ der DFG und Mitherausgeber der Zeitschrift Philologus.
Rösler beschäftigt sich mit Mündlichkeit und Schriftlichkeit im antiken Griechenland, anthropologischen und mentalitätsgeschichtlichen Aspekten frühgriechischer Kultur, früher griechischer Dichtung, der griechischen Tragödie, den Vorsokratikern, der griechischen Historiographie, Literaturtheorie, Wirkungsgeschichte der antiken Literatur und der Wissenschaftsgeschichte.

## Schriften
- Reflexe vorsokratischen Denkens bei Aischylos, Hain, Meisenheim 1970 (Beiträge zur klassischen Philologie, H. 37)
- Dichter und Gruppe. Eine Untersuchung zu den Bedingungen und zur historischen Funktion früher griechischer Lyrik am Beispiel Alkaios, Fink, München 1980 (Theorie und Geschichte der Literatur und der schönen Künste, Bd. 50) ISBN 3-7705-1754-7
- Polis und Tragödie. Funktionsgeschichtliche Betrachtungen zu einer antiken Literaturgattung, Universitätsverlag Konstanz, Konstanz 1980 (Konstanzer Universitätsreden, 138) ISBN 3-87940-174-8
- Walter Burkert: Kleine Schriften 7. Tragica et Historica (Hg.), Vandenhoeck & Ruprecht, Göttingen 2007 ISBN 3-525-25274-9